# Auckland City
Auckland City war bis zum 30. Oktober 2010 eine eigenständige Territorial Authority (Gebietskörperschaft) in der Region Auckland auf der Nordinsel von Neuseeland. Im Jahr 2006 war Auckland City mit 404.658 Einwohnern die größte Stadt des Landes vor Christchurch.

## Zusammenlegung zum Auckland Council
Auckland City wurde am 1. November 2010 zusammen mit den Städten Manukau City, North Shore City und Waitakere City, den Distrikten Papakura District, Rodney District und einem Teil des Franklin Districts und der Verwaltungseinheit Auckland Region zum Auckland Council zusammengefasst. Mit Auckland war früher zumeist der Großraum Auckland gemeint, zu dem neben Auckland City noch Manukau City, Waitakere City und North Shore City gehörten, seit 2010 verbindet man mit dem Namen Auckland den Auckland Council.

## Geographie
Der größte Teil der ehemaligen Stadt Auckland City, die eine Fläche von 669 km² umfasste, befand sich an dem Isthmus zwischen Waitematā Harbour im Osten, der Zugang zum Hauraki Gulf besitzt und dem Manukau Harbour, der im Westen in die Tasmansee mündet. Im Norden grenzten die Städte North Shore City und Waitakere City an und im Süden Manukau City.
Zu Auckland City gehörten auch die zahlreichen Inseln im Hauraki Gulf, von denen die wichtigsten Rangitoto Island, Motutapu Island, Browns Island, Motuihe Island, Rakino Island, Ponui Island und Waiheke Island sind. Die beiden größten Inseln im äußeren Hauraki Gulf sind Great Barrier Island und Te Hauturu-o-Toi / Little Barrier Island.

## Stadtteile
Auckland City bestand aus einer Vielzahl von Stadtteilen. Die wichtigsten unter ihnen waren neben dem CBD:
- Im Stadtzentrum: St Marys Bay, Freemens Bay, Ponsonby, Newton, Grafton, Eden Terrace, Newmarket, Parnell und Mechanics Bay,
- Im Osten: Orakei, Mission Bay, Kohimarara, St. Heliers, Glendowie, Glen Innes, Point England, Tamaki, Panmure, St. Johns und Meadowbank,
- Im Südosten: Remuera, Greenlane, Ellerslie, Mt Wellington, Southdown, Westfield und Ōtāhuhu,
- Im Süden: Mt Eden, Balmoral, Epsom, Wesley, Mt Roskill, Three Kings, Royal Oak, Onehunga, Hillsborough, Waikowhai und Lynfield,
- Im Südwesten: Kingsland, Morningside, Mt Albert, Sandringham, Owairaka, Waterview, Avondale, New Windsor und Blockhouse Bay
- Im Westen: Arch Hill, Grey Lynn, Herne Bay, Westmere, Western Springs sowie Point Chevalier.

Des Weiteren gibt es Siedlungen auf den zu Auckland City gehörigen Inseln, wie zum Beispiel
- Rangitoto Island sowie
- auf Waiheke Island: Oneroa, Blackpool, Surf Dale, Palm Beach, Ostend, Omihi und Onetangi.